# Dwór Cadyka w Górze Kalwarii

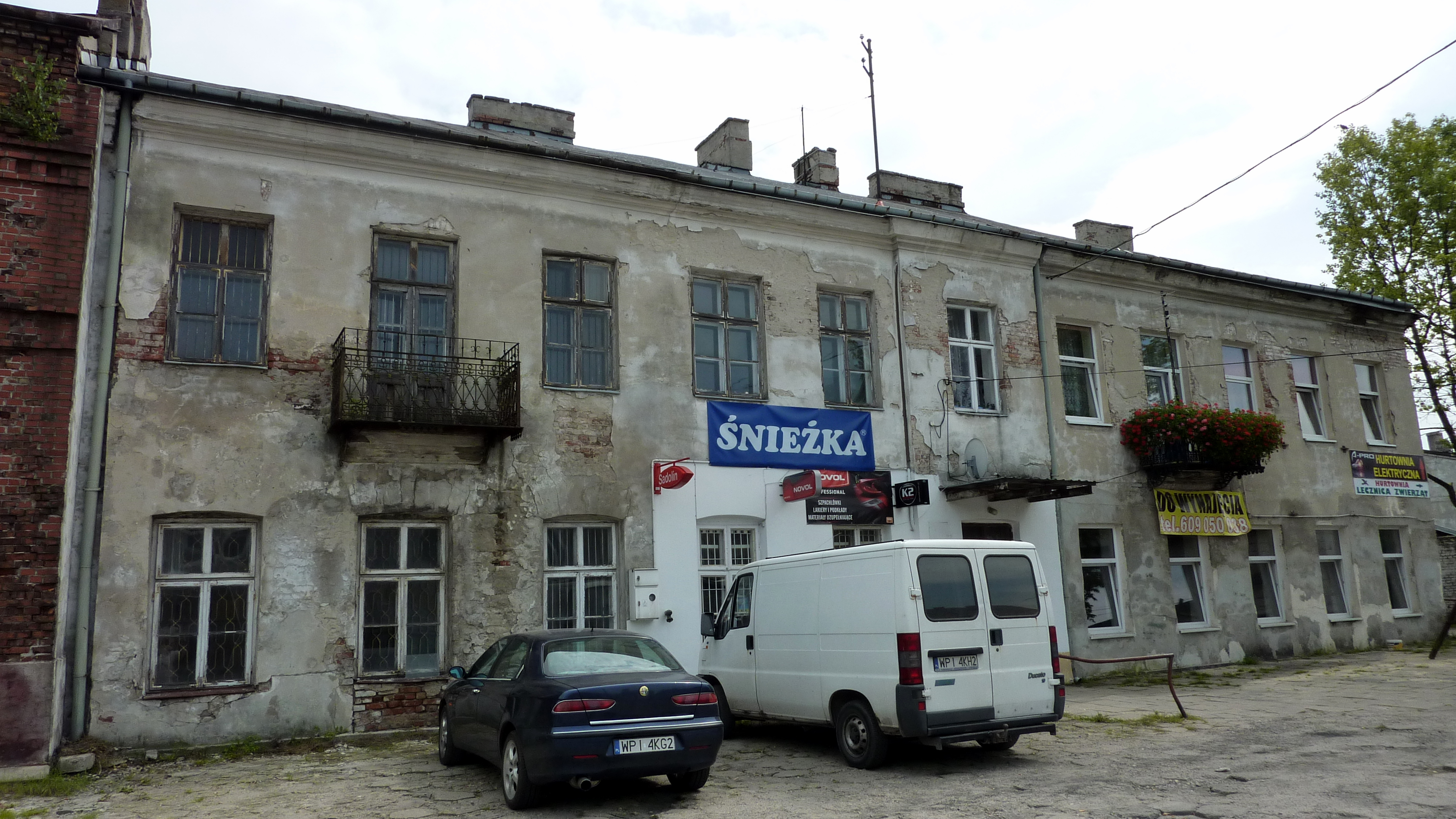
Dwór cadyka Altera

Dwór cadyka Altera – budynek dawnej siedziby cadyka Icchaka Meir Rothenberga Altera i jego następców w Górze Kalwarii, znajdującej się na podwórzu posesji przy ulicy Pijarskiej 10/12.
W czasie II wojny światowej przed budynkiem Niemcy dokonywali egzekucji ludności żydowskiej.
W budynku znajdują się hurtownie, sklep z farbami oraz lokale mieszkalne. Z budynkiem sąsiaduje prywatny dom modlitwy rodziny Alterów.